# Anyivai járás
Az Anyivai járás (oroszul Анивский район) Oroszország egyik járása a Szahalini területen. Székhelye Anyiva.

## Népesség
- 1989-ben 36 740 lakosa volt.
- 2002-ben 15 272 lakosa volt.
- 2010-ben 17 533 lakosa volt.